# A byl li mal'čik?
A byl li mal'čik? (in russo А был ли мальчик??) è un album collaborativo della cantante russa Alla Pugačëva e della cantautrice ucraina Ljubaša (Tat'jana Zalužnaja), pubblicato nel aprile 2002 dalla Art-studija "Alla".

## Tracce
1. Ljubaša – Ljubaša – 3:10 (Tat'jana Zalužnaja)
2. Alla Pugačëva – Vse ušli v osen' – 2:21 (Tat'jana Zalužnaja)
3. Ljubaša – A byl li mal'čik? – 3:33 (Tat'jana Zalužnaja)
4. Alla Pugačëva – Priechali – 3:30 (Tat'jana Zalužnaja)
5. Ljubaša – Ty uechal – 3:23 (Tat'jana Zalužnaja)
6. Alla Pugačëva – Ne plač' – 4:17 (Tat'jana Zalužnaja)
7. Ljubaša – Rodinka – 3:52 (Tat'jana Zalužnaja)
8. Alla Pugačëva – A, a, da – 4:16 (Tat'jana Zalužnaja)
9. Ljubaša – Aprel' – 3:43 (Tat'jana Zalužnaja)
10. Alla Pugačëva – Ljubov' – 5:38 (Alla Pugačëva)
11. Ljubaša – Čuma – 3:43 (Tat'jana Zalužnaja)
12. Alla Pugačëva – Golova – 4:17 (Tat'jana Zalužnaja)
13. Ljubaša – Smešno – 2:38 (Tat'jana Zalužnaja)
14. Alla Pugačëva – Zona – 4:28 (Alla Pugačëva, Igor' Krutoj)
15. Ljubaša – Vovka – 2:54 (Tat'jana Zalužnaja)
16. Alla Pugačëva – Ja poju – 5:56 (Aleksandr Barykin, Arkadij Slavorosov)
17. Ljubaša – Nas zastukali – 2:43 (Tat'jana Zalužnaja)
18. Alla Pugačëva e Maksim Galkin – Bud' ili ne bud' – 4:12 (Tat'jana Zalužnaja)
19. Ljubaša – Ulica, fonar', apteka – 3:31 (Tat'jana Zalužnaja)
20. Alla Pugačëva – Ja vsë rasstavlju na svoi mesta – 4:03 (Oleg Popkov)

## Classifiche
| Classifica (2002) | Posizione massima |
| ----------------- | ----------------- |
| Russia            | 4                 |